# (2927) Alamosa
(2927) Alamosa es un asteroide perteneciente al cinturón de asteroides descubierto el 5 de octubre de 1981 por Norman G. Thomas desde la estación Anderson Mesa, en Flagstaff, Estados Unidos.

## Designación y nombre
Alamosa recibió inicialmente la designación de 1981 TM.
Más adelante se nombró por la ciudad estadounidense de Alamosa, lugar de nacimiento del descubridor.

## Características orbitales
Alamosa está situado a una distancia media de 2,534 ua del Sol, pudiendo acercarse hasta 2,108 ua y alejarse hasta 2,959 ua. Su inclinación orbital es 17,01° y la excentricidad 0,168. Emplea 1473 días en completar una órbita alrededor del Sol.